# Å (gmina Meldal)
Å (wym. o:) – wieś w gminie Meldal w okręgu Sør-Trøndelag w Norwegii.
Przed rokiem 1917 wieś nosiła nazwę Aa. Obecnie, dla odróżnienia jej od siedmiu pozostałych wsi w Norwegii o tej samej nazwie, jest ona czasami nazywana Å i Meldal (norw. Å w Meldal). Adres pocztowy wsi to 7335 Jerpstad.
Nazwa wsi w języku norweskim oznacza dosłownie rzeka.